# 长尾四蕊槭
长尾四蕊槭（学名：Acer tetramerum var. dolichurum）为槭树科枫属下的一个变种。

## 扩展阅读
- 維基物種上的相關：长尾四蕊槭